# Епархия Оренсе
Епархия Оренсе (лат. Dioecesis Auriensis) — епархия Римско-католической церкви с центром в городе Оренсе, Испания. Епархия Оренсе входит в митрополию Сантьяго-де-Компостелы. Кафедральным собором епархии Оренсе является собор святого Мартина.

## История
Епархия Оренсе возникла в V веке.

## Ординарии епархии
...
- епископ Алонсо Франсиско Аранго
- кардинал Педро Бенито Антонио Кеведо-и-Кинтано (15 апреля 1776 — 28 марта 1818);
- епископ Дамасо Эхидио Иглесиас-и-Лаго (21.12.1818 — † 13.11.1840);
  - вакантно (1840—1847);
- епископ Pedro José Zarandia y Endara (17.12.1847 — 5.09.1851), назначен епископом Уэски;
- епископ Луис де Ла Ластра-и-Куэста (18.03.1852 — 3.08.1857), назначен архиепископом Вальядолида;
- епископ José Avila Lamas (25.09.1857 — † 2.01.1866);
- епископ José La Cuesta Maroto (25.06.1866 — † 5.03.1871);
  - вакантно (1871—1875);
- епископ Cesáreo Rodrigo y Rodríguez (23.09.1875 — † 1895);
- епископ Pascual Carrascosa y Gabaldón (2.12.1895 — † 15.05.1904);
- епископ Эустакио Илюндайн-и-Эстебан (14.11.1904 — 16.12.1920), назначен архиепископом Севильи;
- епископ Florencio Cerviño y González (7.03.1921 — † 31.01.1941);
  - вакантно (1941—1944);
- епископ Francisco Blanco Nájera (8.08.1944 — † 15.01.1952);
- епископ Angel Temiño Sáiz (8.10.1952 — 15.05.1987);
- епископ José Diéguez Reboredo (15.05.1987 — 7.06.1996), назначен епископом Туй-Виго;
- епископ Карлос Осоро Сьерра (27.12.1996 — 7.01.2002), назначен архиепископом Овьедо;
- епископ Luis Quinteiro Fiuza (3.08.2002 — 28.01.2010), назначен епископом Туй-Виго;
- епископ José Leonardo Lemos Montanet (с 16 декабря 2011).